# Edward William Drummond Vaughan
Edward William Drummond Vaughan, britanski general, * 1894, † 1953.